# Van Lancker (stokerij)
De stokerij Van Lancker was gevestigd in het Belgische Dikkelvenne, een deelgemeente van Gavere (Oost-Vlaanderen).

## Geschiedenis

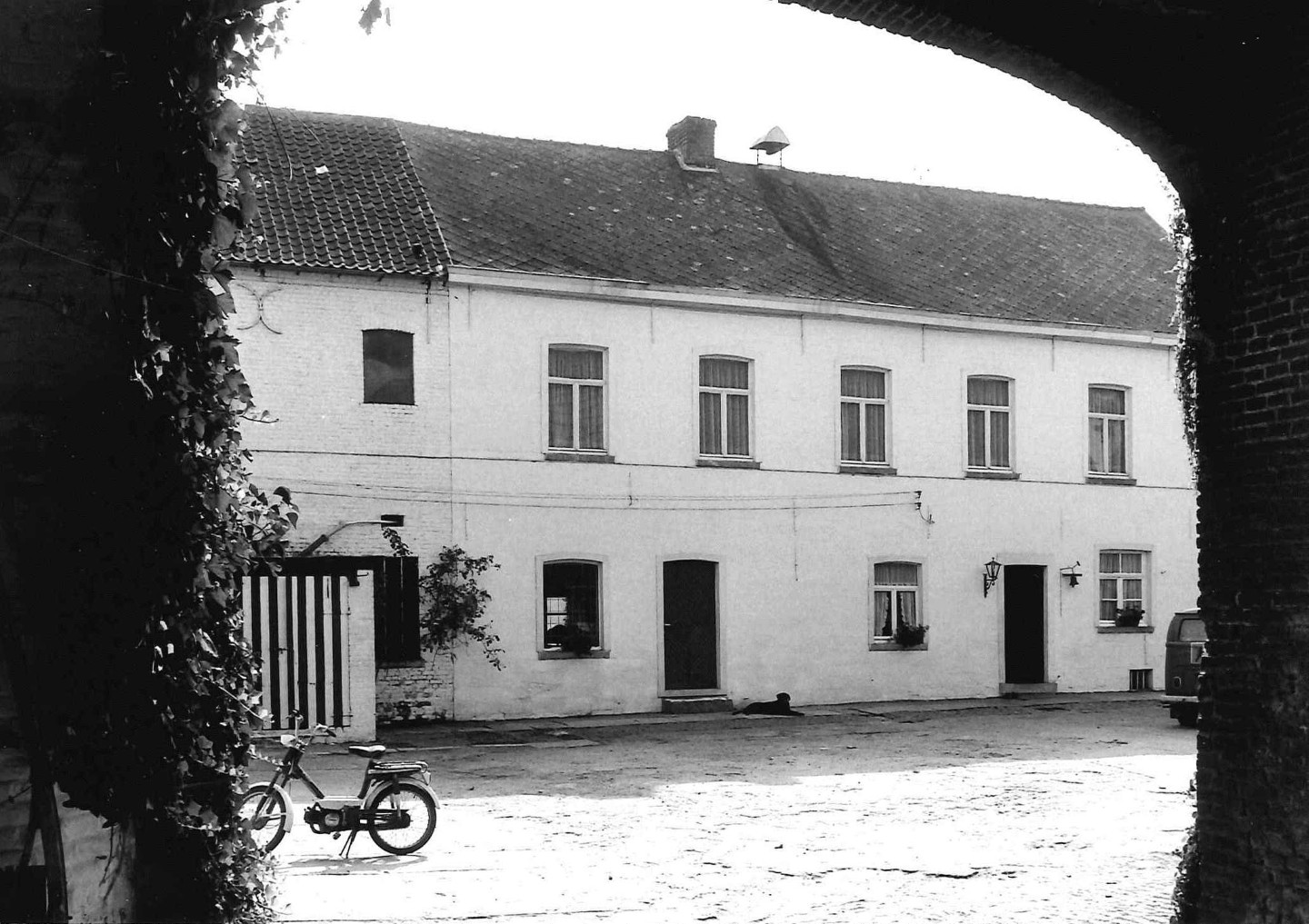
Gebouwen

De stokerij werd opgericht in een hoeve die oorspronkelijke hoorde bij de zogenaamde 12de-eeuwse "uithof" en "proosdij" te Gavere van de Sint-Cornelius- en Cyprianusabdij van Ninove. Het hele uithof met de hoeven, het bos en de gronden werden in 1797 als nationaal goed verkocht. Daarna kwam het in handen van een Doorniks grootgrondbezitter Vifquin, die het circa 1859 overliet aan de Doornikse Godshuizen. Vanaf 1847 werd de hoeve al gehuurd door de familie Van der Stricht, waarbij in 1882 voor het eerst werd gestart met de productie van alcohol.

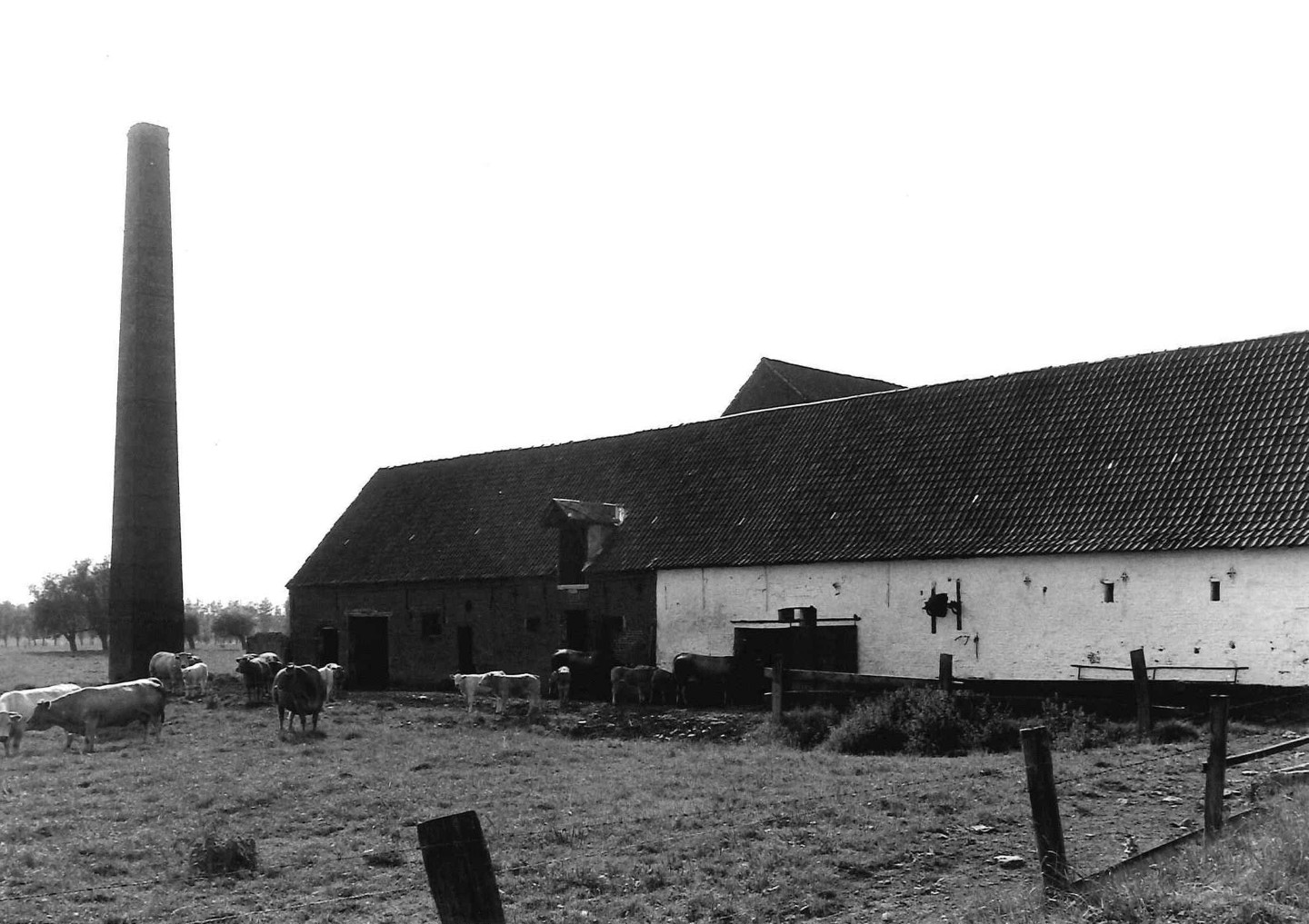
Zicht op de stokerij in 1981

Celina Van der Stricht huwt in 1890 met Jean Van Lancker. Bij het overlijden van haar echtgenoot in 1903 wordt zij de nieuwe baas van de stokerij. Haar 3 zonen (Robert, overleden in 1953), Omer (overleden in 1965), Odilon (overleden in 1975) en haar schoonzoon Eduard Van de Beke (overleden in 1953) zouden het bedrijf verder runnen. Zoon Robert was tot in 1952 stoker-leider. Willy Van Lancker, zoon van Omer, hielp van 1944 tot in 1952 bij het stoken. In 1952 werden de stookactiviteiten stop gezet. Een grote Doornikse jeneverstokerij, met name Carbonelle, nam ongeveer 90% van de productie over. De overige 10% werd verdeeld onder de likeurmakers uit Gent en omgeving.  
De gebouwen werden in 1976 aangekocht door de firma Van de Vijvere uit Meulebeke. Tot in de jaren 80' woonde Willy Van Lancker nog in de hoeve. Sinds 1977 is de hoeve opgenomen als beschermd erfgoed in de Inventaris onroerend erfgoed. 

## Stookproces
Er werd meestal 3 maal per week en slechts in de periode van september tot en met de maand mei gestookt. Bij elk stookproces werd ongeveer 500 liter alcohol van 50° geproduceerd. 
Het bedrijf beschikte over twee gistkuipen van elk 9000 liter. Rogge en gemoute gerst werden als basisproduct gebruikt. Na het koken van deze werd het mengsel daarna naar een demacerateur (weker) overgebracht met de bedoeling om de massa te laten afkoelen. 